# 버닙

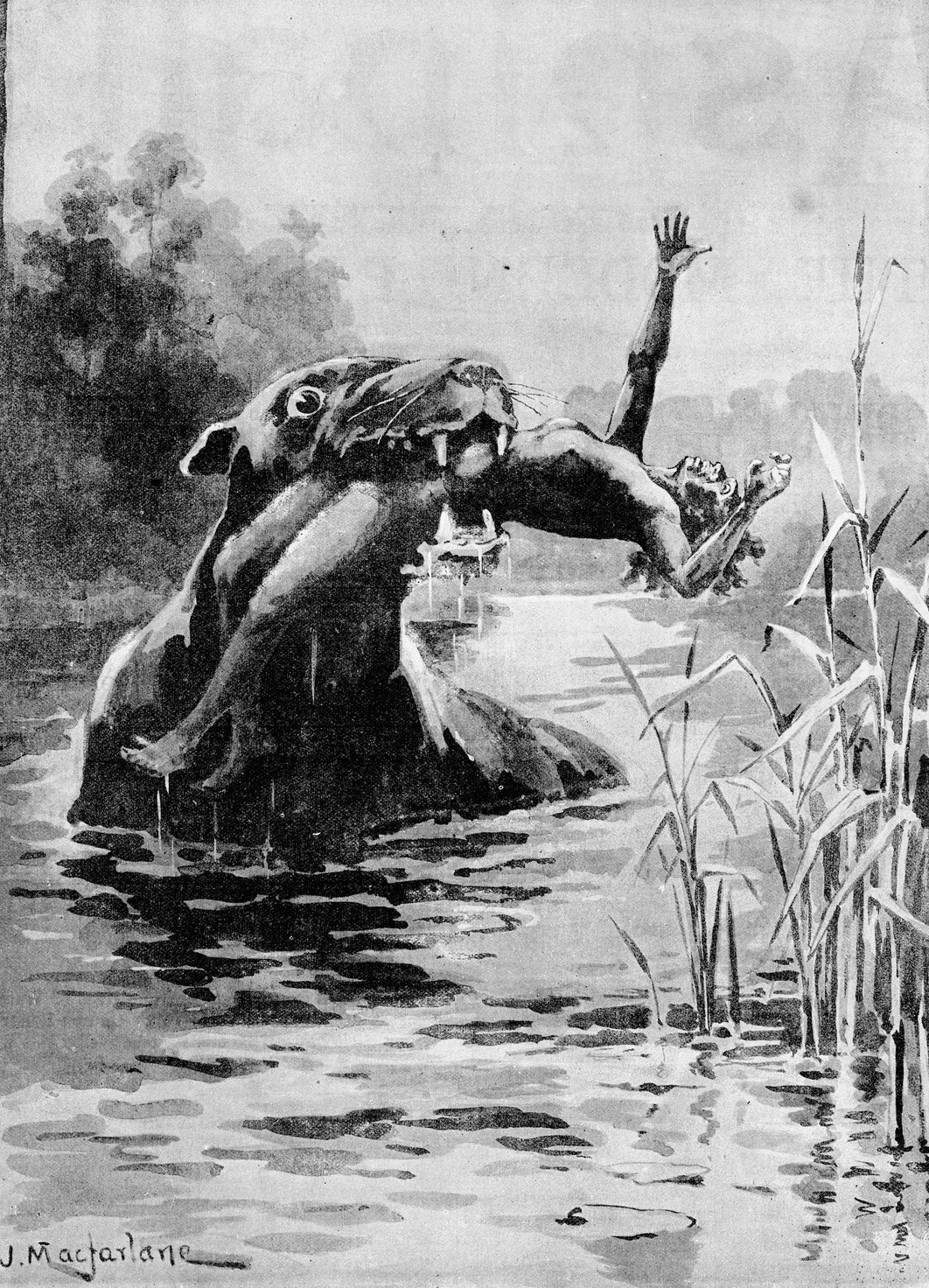
버닙

버닙(Bunyip)은 오스트레일리아의 강이나 호수에 살고 있다고 하는 전설의 괴물이다. 거대한 뱀 같은 체형을 하고 있지만 머리는 조류 같은 모양으로, 단단한 부리를 가진 것으로 알려졌다. 버닙은 사람을 먹기 때문에, 그 모습을 확실히 알고있는 사람은 없다고한다. 건기 동안 땅에 판 구멍에 숨어, 우기 때 활동을 시작하게 된다.
버닙은 호주 전역의 원주민들의 설화에서 발견되지만, 부족에 따라 그 이름이 다르다.

## 같이 보기
- 무지개뱀